# Opuntia phaeacantha
Opuntia phaeacantha är en kaktusväxtart som beskrevs av Georg George Engelmann. Opuntia phaeacantha ingår i släktet fikonkaktusar, och familjen kaktusväxter.

## Underarter
Arten delas in i följande underarter:
- O. p. camanchica
- O. p. laevis
- O. p. major
- O. p. phaeacantha

## Bildgalleri

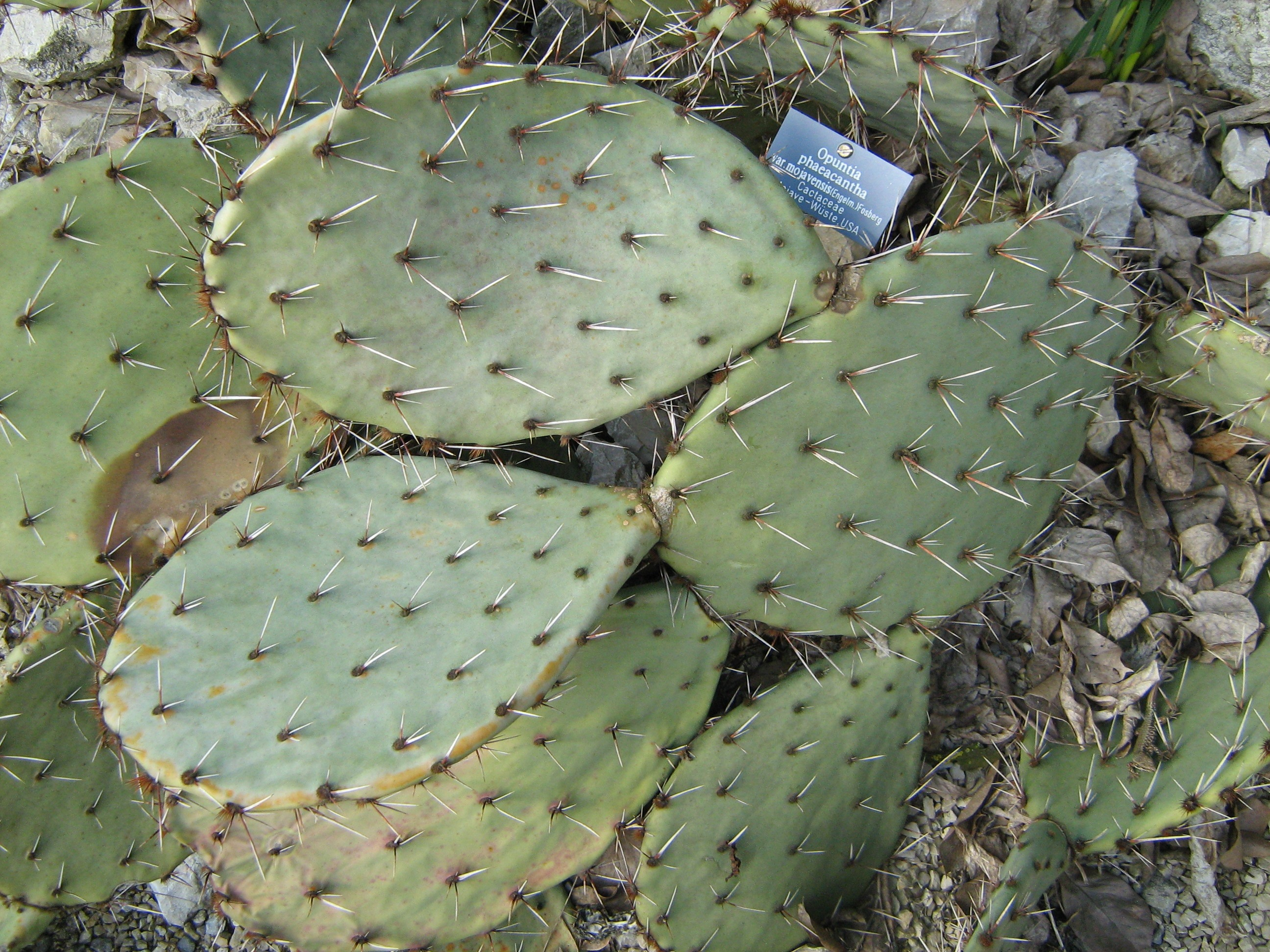
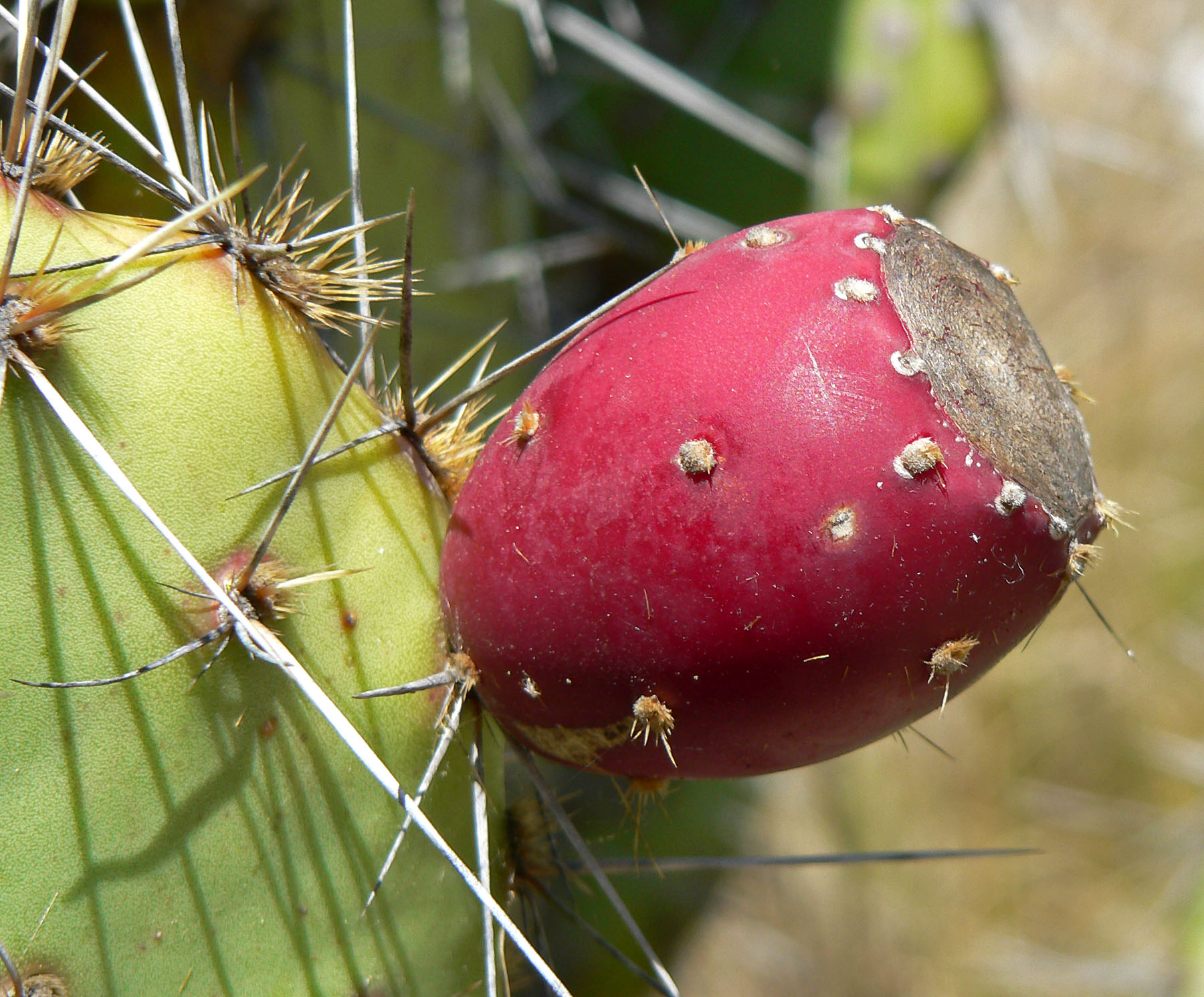
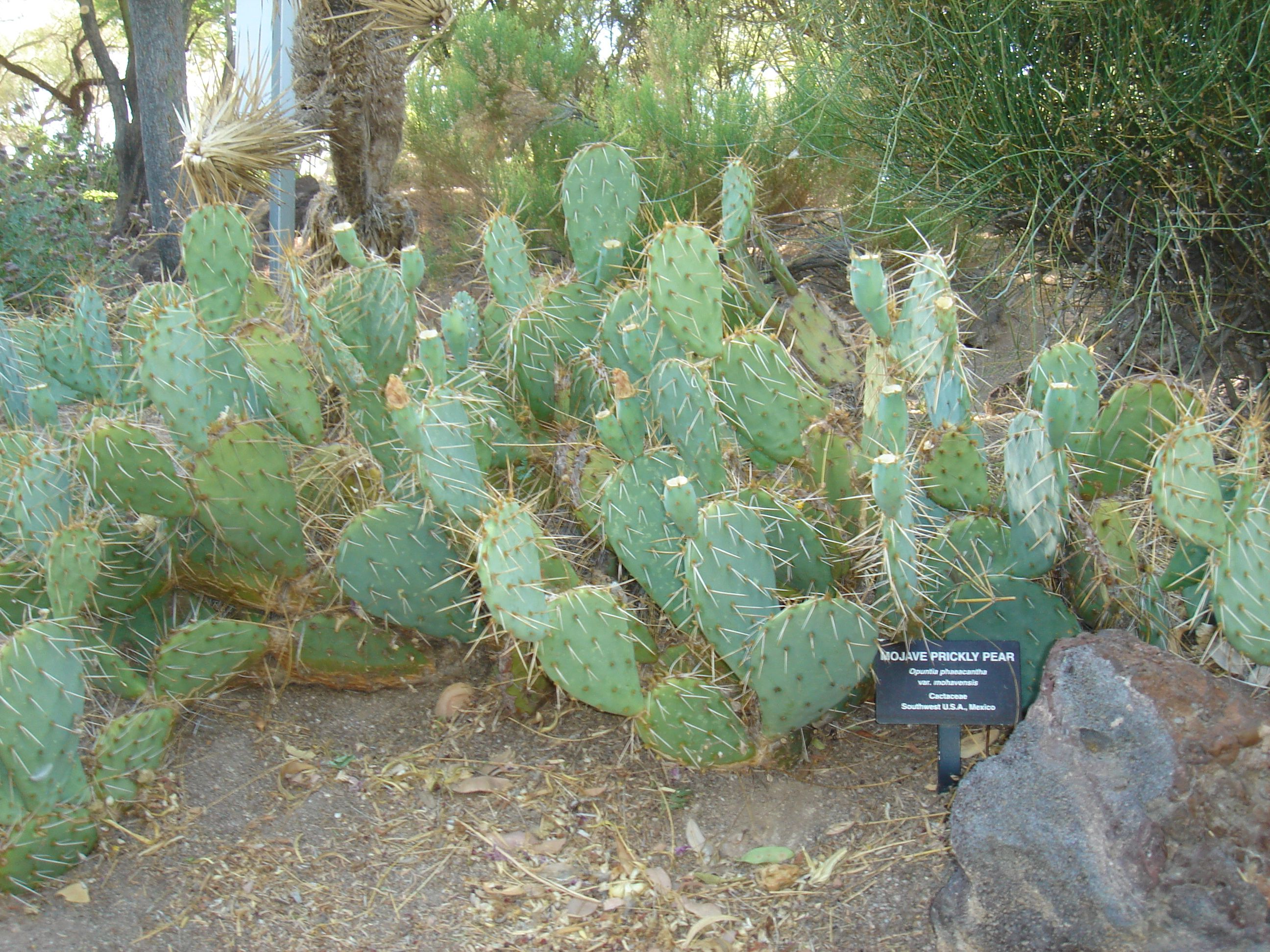
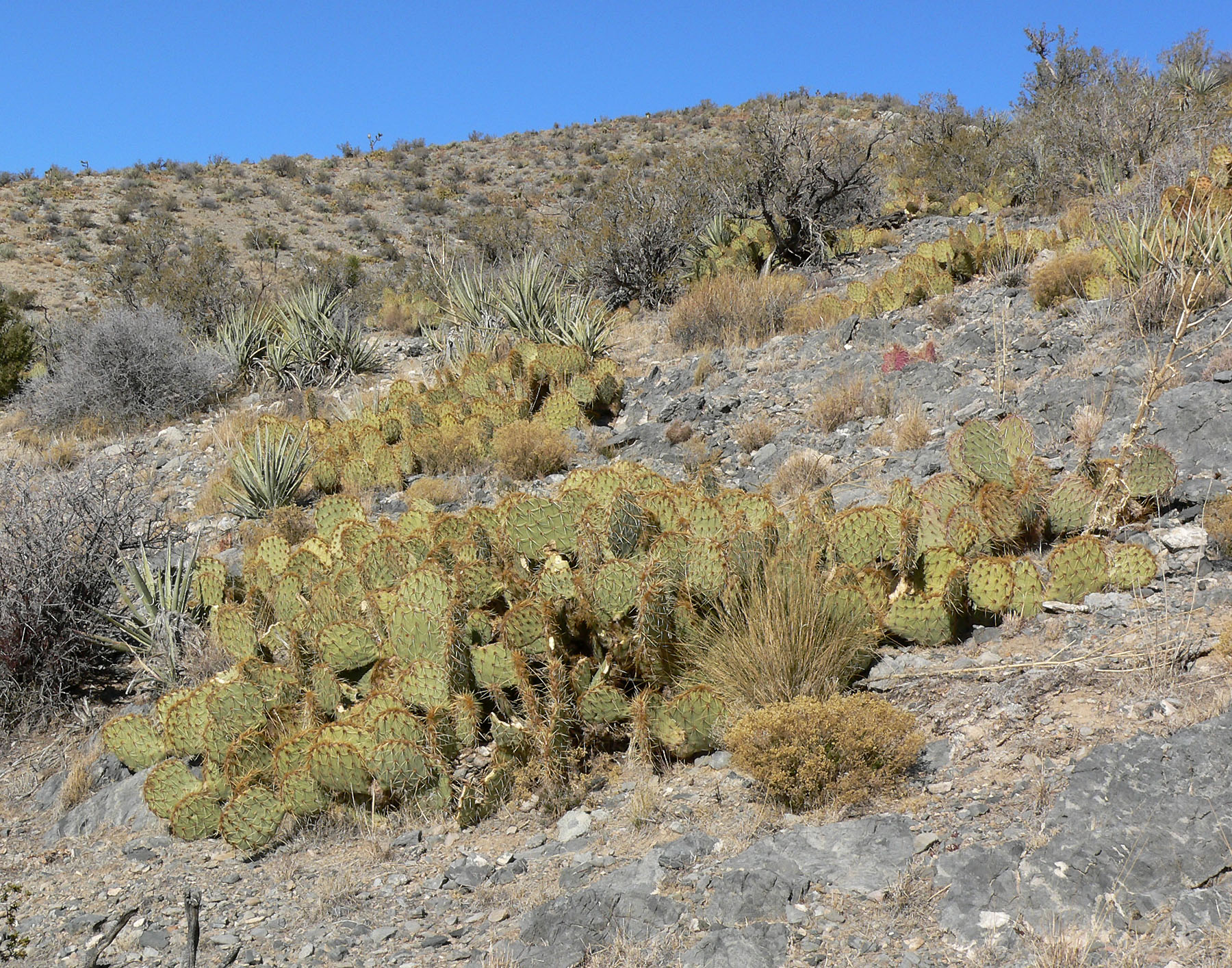
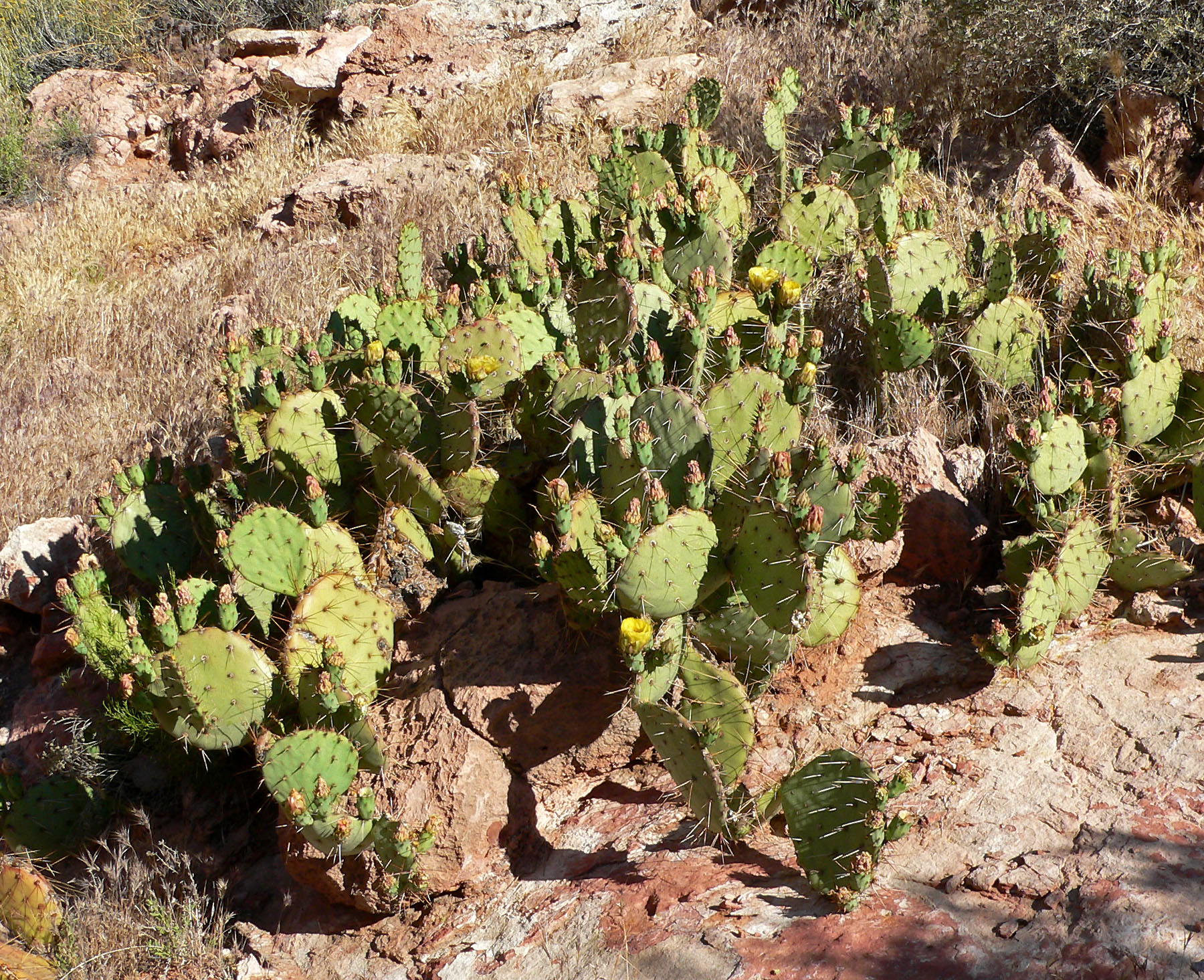
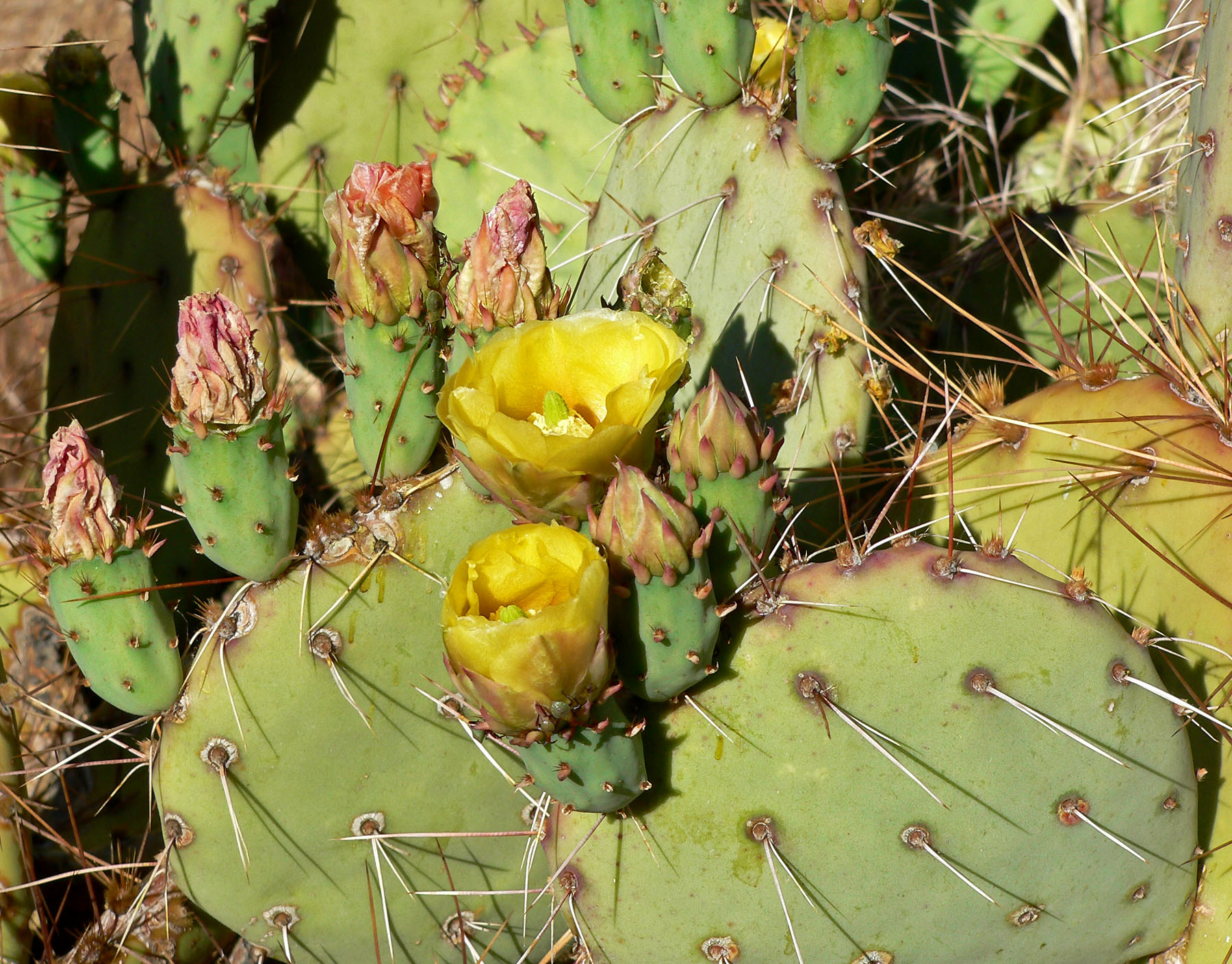